# Malin Åkerman
Pour les articles homonymes, voir Akerman.
Malin Åkerman est une actrice suédo-canadienne, née le 12 mai 1978 à Stockholm (Suède).
Elle est révélée au grand public en 2007 par son rôle d'épouse insupportable dans la comédie romantique Les Femmes de ses rêves et un second rôle dans la comédie indépendante  Les Frères Solomon, avec Will Forte. Par la suite, elle décroche son rôle le plus connu, celui du Spectre Soyeux II dans le blockbuster Watchmen : Les Gardiens (2009), adaptation cinématographique par Zack Snyder du comic-book homonyme.
C'est cependant dans le registre comique qu'elle enchaîne les seconds rôles au cinéma, dans 27 robes (2008), La Proposition (2009) et Thérapie de couples (2010). Elle passe ensuite à un cinéma plus indépendant qui lui permet de revenir progressivement à un registre dramatique : Happythankyoumoreplease, Elektra Luxx (2010), The Bang Bang Club (2011), The Giant Mechanical Man (2012), etc.
Parallèlement, son retour à des projets plus commerciaux se solde par des échecs, avec les films d'action de série B Sans compromis (2011), 12 heures (2012) et Code ennemi (2013), ou encore les comédies Rock Forever (2012) et Peace, Love et plus si affinités.
C'est finalement dans des séries télévisées qu'elle parvient à rester au premier plan : après avoir fait partie de la distribution de la série comique Childrens Hospital (2010-2015) et tenu le rôle-titre de l'éphémère comédie Trophy Wife (2013-2014), elle interprète à partir de 2016 le deuxième rôle féminin de la série dramatique Billions.
En 2024, elle présente le Concours Eurovision de la chanson à Malmö, en Suède, aux côtés de l'humoriste Petra Mede qui l'a déjà présenté à deux reprises.

## Biographie

### Jeunesse
Malin Maria Åkerman est née à Stockholm, en Suède, d'une mère professeur d'aérobic et mannequin à temps partiel et d'un père courtier en assurances,. Elle a deux ans lorsqu'elle emménage avec sa famille au Canada après que son père a obtenu une offre d'emploi. Quatre ans plus tard, les parents de Malin divorcent et son père repart en Suède. Elle a également un demi-frère et deux demi-sœurs lorsque ses parents se sont remariés chacun de leurs côtés. Après le remariage de sa mère, elle part s'installer à Niagara-on-the-Lake, en Ontario. Durant son adolescence, sa mère divorce de nouveau et a été scolarisée dans de nombreuses écoles différentes, incluant la Sir Winston Churchill Secondary School, à Saint Catharines, en Ontario. Elle a également fréquenté une école catholique, bien qu'étant élevée dans la religion bouddhiste. Elle évoque que certaines parties de son enfance étaient « pénibles », expliquant qu'elle aimait son père et put le voir uniquement durant les vacances scolaires, mais pense que c'est un avantage que ses parents se soient séparés lorsqu'elle était jeune, comme ça, elle pourra s'habituer à lui.
Elle rendit visite à son père à Falsterbo, en Suède pendant les vacances scolaires et lui parla régulièrement au téléphone. Elle cite ses parents comme un « soutien et des influences positives » dans sa vie.
Enfant, elle n'avait pas l'intention de devenir actrice, sa mère l'a fait entrer dans le mannequinat lorsqu'elle était à l'école primaire et a fait plusieurs offres publicitaires, mais décida d'arrêter à douze ans. Cependant, elle revient au mannequinat après avoir été trouvé par l'agence de mannequins Ford Models dans un centre commercial à St. Catharines,. Elle signa avec l'agence et a ensuite gagné un contrat avec la compagnie de soins pour la peau Noxzema. Par la suite, elle a emménagé dans un appartement à Toronto alors qu'elle était scolarisé à la North Toronto Collegiate Institute . À dix-huit ans, elle décide de devenir psychologue pour enfants, sa décision étant inspirée par l'impuissance qu'elle sentait parfois durant son enfance. Elle fait du mannequinat pour lui fournir de l'instruction, incluant des travaux dans quelques publicités télévisées et des catalogues.
Elle étudie une année à l'Université York de Toronto et on lui propose simultanément des rôles à la télévision de la part de personnes qui l'avaient vu dans des publicités. Elle a vu ses performances comme des occasions de continuer à payer pour son éducation, mais trouvant cela agréable, elle décida d'abandonner ses études pour devenir actrice.

### Carrière

#### Débuts (1997-2007)
Malin Åkerman fait ses débuts d'actrice dans la série de science-fiction Invasion planète Terre en 1997 dans un petit rôle de robot. En 2000, elle tient un second rôle dans la série Sydney Fox, l'aventurière et fait ses débuts au cinéma dans le thriller The Skulls : Société secrète. L'année suivante, elle décroche un rôle dans un pilote pour MTV, Shotgun Love Dolls, avec entre autres Rachel McAdams, mais le projet n'est finalement pas retenu, fait des apparitions dans les séries Doc et Destins croisés, puis déménage à Los Angeles, en Californie, dans l'espoir de poursuivre une large carrière d'actrice,. Dans un premier temps, elle travailla comme serveuse et séjourna dans la maison d'un ami,.
En 2003, elle tient un second rôle dans le film The Utopian Society (en), dont le montage est assuré par Francesco Sondelli, qui était le guitariste du groupe de rock alternatif Ozono. Ce dernier a demandé à la jeune femme de contribuer au groupe avec des paroles de chansons et, plus tard, de chanter. Par la suite, elle est devenue la chanteuse du groupe, qui sera renommé The Petalstones,. Le premier album du groupe, Stung, sort en octobre 2005, mais elle quitta le groupe pour se concentrer sur sa carrière d'actrice et admet qu'elle « ne peut réellement pas chanter ».
En 2004, elle tient un petit rôle dans la comédie Harold et Kumar chassent le burger. Elle a ensuite tenu le rôle de soutien de Juna dans la série Mon comeback, aux côtés de Lisa Kudrow, diffusée sur HBO, mais qui sera de courte durée. Sa participation dans la série lui vaut de retenir l'attention des médias, ce qui vaudra à la jeune actrice d'obtenir des offres de rôles plus larges. L'année suivante, elle est une guest star d'un épisode de Love Monkey et de deux épisodes de la série Entourage. Avant les épisodes diffusés d'Entourage, elle décroche un rôle dans la comédie Les Frères Solomon, qui rencontre un échec commercial et un accueil critique négatif,,.

#### Révélation (2007-2009)

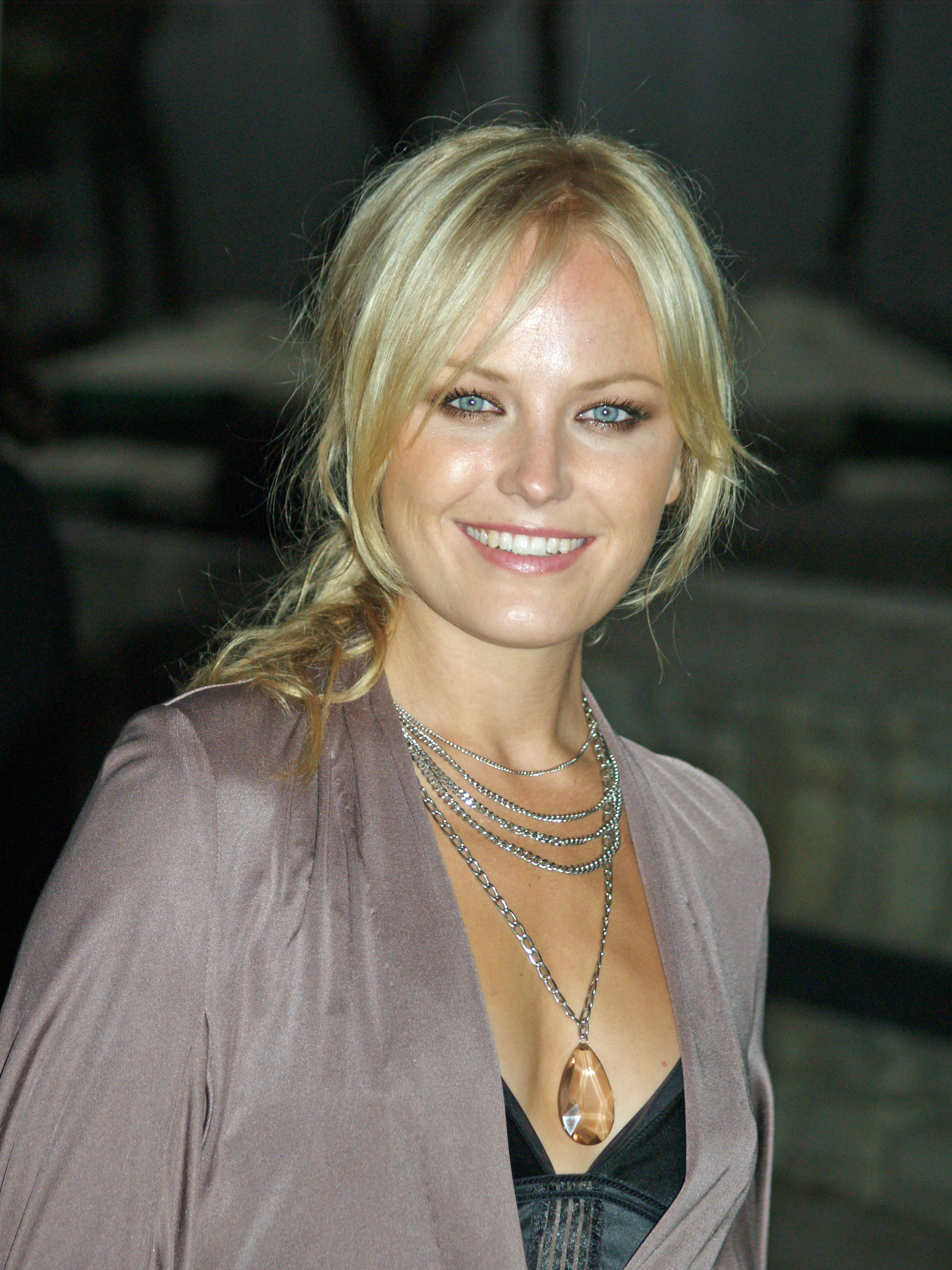
Malin Åkerman à la New York Fashion Week, en septembre 2008.

En 2006, elle décroche le rôle principal féminin – celui de Lila, l'épouse du personnage incarné par Ben Stiller – dans Les Femmes de ses rêves, des frères Farrelly, remake du Brise-cœur, sorti en 1972, considéré comme classique, bien que les réalisateurs avaient des doutes quant à tourner une nouvelle version dans un premier temps. Sorti en octobre 2007, Les Femmes de ses rêves reçoit globalement des mauvaises critiques qu'ils jugent « ni audacieux, ni drôle » à l'instar des précédents films des réalisateurs, mais la performance d'Åkerman a été globalement salué par la critique et le film totalise 127 millions de dollars de recettes mondiales.
En 2007, elle rejoint le casting de la comédie romantique 27 robes, réalisée par Anne Fletcher et avec Katherine Heigl dans le rôle principal. Åkerman tient le rôle de la sœur du personnage d'Heigl. Tourné durant l'été 2007 et sorti en janvier 2008, le film reçoit à sa sortie un succès critique assez faible, le jugeant comme étant un « cliché et surtout oubliable », mais rencontre un triomphe au box-office avec 160 millions de dollars de recettes mondiales.
En 2009, elle fait partie de la distribution de Watchmen : Les Gardiens, adaptation cinématographique du comic book du même nom d'Alan Moore, dans lequel elle prête ses traits au Spectre Soyeux II. Le réalisateur du film, Zack Snyder, a préféré confier le rôle à la jeune femme plutôt qu'à des actrices confirmées telles que Jessica Alba et Milla Jovovich.
Pour se préparer à entrer dans la peau de son personnage, elle suit un régime alimentaire strict et répète durement son entraînement. De plus, elle porte une perruque brune, des talons hauts et un costume en latex inconfortable, qui offrait peu de protection lors de l'exécution des cascades, et elle s'est souvent fait des ecchymoses pendant le tournage. Åkerman croit que son personnage porte l'émotion du film, comme elle est la seule femme parmi plusieurs hommes. À sa sortie en mars 2009, le film obtient un succès critique, avec pourtant des avis assez variés allant de mitigés à positifs,, et commercial – toutefois modeste en raison de son budget de 130 millions de dollars – avec 185 millions de dollars de recettes au box-office mondial. Bien que sa performance lui vaut d'être nommée au Saturn Award de la meilleure actrice dans un second rôle ainsi qu'au Teen Choice Awards,, les commentaires étaient généralement négatifs à son égard pour son interprétation,,.

#### Seconds rôles comiques (2009-2010)

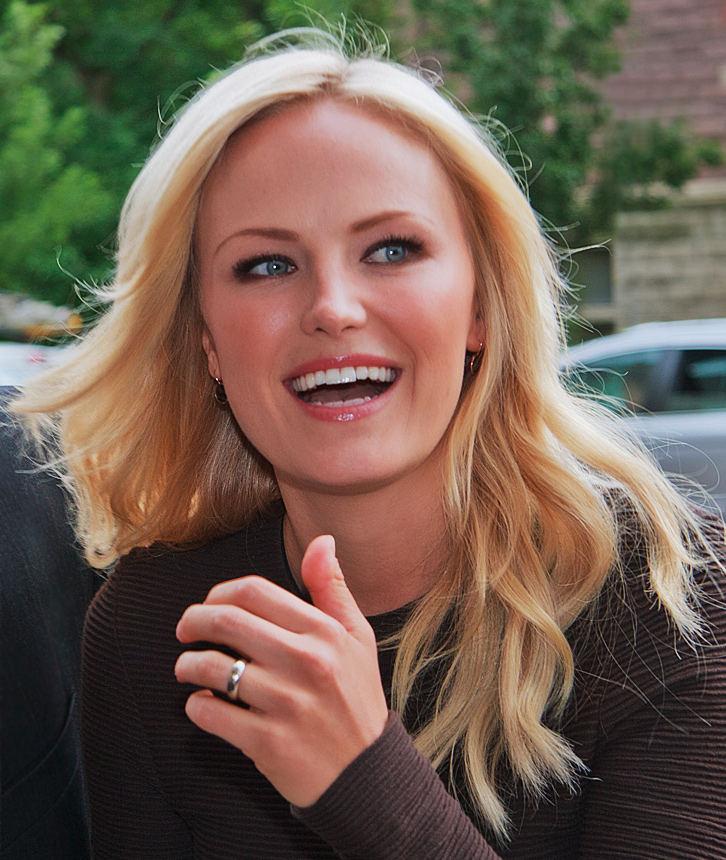
L'actrice à la première de The Bang Bang Club au Festival de Toronto 2010.

La même année, elle fait partie de la distribution de la comédie romantique La Proposition, partageant la vedette avec Sandra Bullock et Ryan Reynolds et tournant pour la seconde fois sous la direction d'Anne Fletcher. Elle incarne l'ex-petite amie du personnage de Reynolds. Moyennement reçu par la critique, il obtient toutefois un énorme succès avec 317 millions de recettes mondiales au box-office et tient l'un des rôles principaux de Thérapie de couples, dans lequel elle devient l'épouse de Vince Vaughn. Elle aimait jouer une mère de famille pour la première fois et essaya de faire de son personnage aussi véridique que possible, ce qui comprend de se teindre ses cheveux en bruns. Bien que sa prestation est saluée, le film est accueilli négativement,, mais totalise 171 millions de dollars de recettes mondiales.
En 2010, elle tient l'un des rôles féminins de Happythankyoumoreplease, réalisé par Josh Radnor. Pour son personnage, Annie, atteint d'alopécie, elle se rase les sourcils et porte un chapeau plat pour couvrir ses cheveux. À l'origine, on lui offrit un autre rôle, mais a estimé qu'elle voulait jouer Annie car elle était différente de ses rôles précédents. Présenté au Festival de Sundance, où il remporte le Prix du Public, les commentaires sont variés à sa sortie, mais la comédienne parvient à générer des éloges des critiques,,.
Après une participation à un épisode de How I Met Your Mother et avoir rejoint le casting de la série Childrens Hospital, dans lequel est devient le Dr Valerie Flame, qui est également la narratrice, elle fait partie du casting de la comédie Les Meilleurs Amis, aux côtés d'Anna Paquin, Josh Duhamel et Katie Holmes. Le film sort de façon limitée en salles en septembre 2010.
En 2010, elle fait partie du casting de la comédie Elektra Luxx, suite de Women in Trouble, aux côtés de Carla Gugino et Joseph Gordon-Levitt. Elle y incarne Trixie, employée d'une pharmacie maladroite amoureuse du personnage de Gordon-Levitt, qui lui est amoureux du personnage de Gugino, une ancienne actrice porno. Elle a obtenu le rôle lors d'une projection de Woman in Trouble. Sorti de façon limitée, le long-métrage a obtenu un accueil critique défavorable.

#### Diversification (2011-2013)

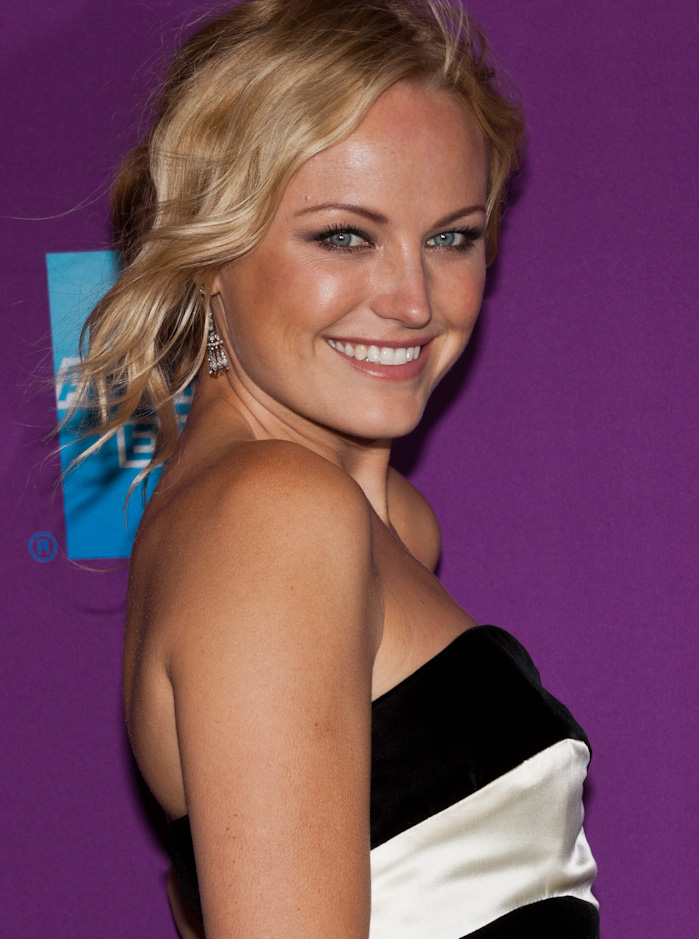
L'actrice à la première de The Giant Mechanical Man, au Festival de Tribeca, en 2012..

Elle passe au drame en tenant le premier rôle féminin du long-métrage The Bang Bang Club, qui suit un groupe de photojournalistes sud-africains dans les townships durant l'Apartheid. Elle y incarne Robin Comley, éditrice de photos dans un journal. Présenté au Festival de Toronto, en 2010, le film reçoit un accueil mitigé de la presse,. En 2010, elle a signé pour jouer dans Sans compromis, un thriller avec Forest Whitaker et Bruce Willis dans les rôles principaux masculins, qui connaîtra une sortie en salles limitée en décembre 2011.
En 2012, elle revient à la comédie pour un rôle secondaire dans Peace, Love et plus si affinités, avec Jennifer Aniston et Paul Rudd, qui raconte l'histoire d'un couple de citadins new-yorkais qui s'initie à la vie en communauté. Åkerman y joue Eva, une membre de la communauté qui tente de séduire le personnage de Rudd,. Peace, Love et plus si affinités a rencontré un accueil critique varié à positif, divisé au sujet de l'humour du film, mais le casting est salué et a fait une contre-performance au box-office avec plus de vingt millions de dollars de recettes mondiales.
Par la suite, elle tient un rôle dans la comédie dramatique indépendante The Giant Mechanical Man, qui, présenté au Festival de Tribeca, a rencontré des critiques moyennes,, suivi d'un rôle de soutien dans la comédie musicale Rock Forever, où elle est une journaliste interviewant le personnage de Tom Cruise. Pour son rôle, qui l'oblige à chanter, elle engage un coach vocal, enregistrant même une reprise de I Want to Know What Love Is, du groupe Foreigner, en duo avec Cruise,.
Même si elle avait fait partie du groupe The Petalstones, elle n'était pas familière des notes musicales avant ses courts de chant. Néanmoins, elle croit que le rôle lui convenait bien, et a déclaré que la partie chant s'est avéré moins important que sa performance d'actrice. Le film est sorti le 15 juin 2012.
En 2012, elle sera à l'affiche du film de casse 12 heures, aux côtés de Nicolas Cage. En 2010, elle fut choisie pour remplacer Lindsay Lohan afin d'incarner Linda Lovelace dans Inferno: A Linda Lovelace Story, basé sur la vie de l'ancienne star du porno. En avril 2012, le film est annoncé en préproduction, mais Akerman a dit qu'elle était pessimiste quant à l'avenir du projet,.
Toujours, en 2012, elle est à l'affiche de Cottage Country et The Numbers Station,, ainsi que Criminal Empire for Dummies, premier film réalisé par Cliff Dorfman, où elle tiendra la tête d'affiche avec Gary Oldman. Si tous ces films passent inaperçus, l'échec critique et commercial en 2013 du biopic musical CBGB, écrit et réalisé par Randall Miller, pour lequel elle tient le rôle principal de Debbie Harry est plus significatif, celui-ci combinant sa passion pour le punk-rock et le cinéma.

#### Retour à la télévision (depuis 2014)
À la rentrée 2013, elle revient à la télévision par la grande porte, en tenant le rôle principal de la comédie Trophy Wife sur la chaîne ABC, après s'être prêté au jeu l'année précédente pour Suburgatory, où elle tenait un rôle récurrent. Elle y est entourée de Bradley Whitford, Michaela Watkins et Marcia Gay Harden, mais le programme est un échec en termes d'audiences et s'arrête au bout d'une saison.
En 2014, elle se contente d'apparaître dans deux épisodes de la nouvelle saison de Mon comeback, et de participer à une nouvelle série comique de Rob Corddry, Newsreaders, tout en continuant de jouer dans Childrens Hospital.
L'année d'après, elle tente de s'imposer auprès d'un public plus jeune en enchaînant une apparition dans la dernière saison de la populaire série musicale Glee et en revenant au cinéma pour le rôle principal de la comédie horrifique Scream Girl. Mais elle tient surtout un nouveau rôle régulier, celui des huit épisodes de la sitcom Sin City Saints, diffusée exclusivement par la plateforme vidéos de Yahoo.
En 2016, elle fait partie de la distribution principale de la série dramatique Billions, menée par Damian Lewis et Paul Giamatti.
En 2024, elle est l'une des deux présentatrices, avec Petra Mede, du Concours Eurovision de la Chanson pour les demi-finales les 7 et 9 mai et pour la finale du 11 mai en direct de la Malmö Arena, à Malmö, en Suède.

### Vie privée
Malin Åkerman épouse le musicien italien Roberto Zincone le 20 juin 2007 à Sorrente en Italie. Elle donne naissance à un garçon prénommé Sebastian le 16 avril 2013. Le couple se sépare en novembre 2013.
Elle est mariée à l'acteur Jack Donnelly depuis le 1er décembre 2018.

## Early life
Akerman est née à Stockholm le 12 mai 1978,, fille de Pia (née Sundström), professeure d'aérobic et mannequin à temps partiel et de Magnus Åkerman, courtier en assurances. Lorsqu'elle avait deux ans, la famille demenage au Canada après que son père y ait reçu une offre d'emploi. Quatre ans plus tard, ses parents divorcent et son père retourne vivre en Suède. Les deux parents se remarient, ce qui donne à Akerman un demi-frère et deux  demi-sœurs, dont Jennifer Åkerman. Après le remariage de sa mère, elles ont déménagé à Niagara-on-the-Lake, Ontario. Sa mère divorce de nouveau pendant l'adolescence d'Akerman. Elle fréquente plusieurs écoles différentes, notamment la Sir Winston Churchill Secondary School à St. Catharines, Ontario. Elle rend visite à son père Falsterbo pendant les vacances scolaires et lui parle régulièrement au téléphone,. Elle cite ses parents comme des "influences positives et encourageantes" dans sa vie. Elle a été élevée dans le Bouddhisme.
Dans sa jeunesse, Akerman participe professionnellement au patinage artistique pendant dix ans. Sa mère l'initie au mannequinat alors qu'elle n'est encore qu'à l'école primaire. A l'age de 16 ans, elle est repérée par Ford Models dans le centre commercial Pen centre à St. Catharines. Elle signe avec l'agence et remporte ensuite un contrat avec la marque de soins pour la peau Noxzema. Elle déménage rapidement à Toronto tout en fréquentant le North Toronto Collegiate Institute puis la Dante Alighieri Academy. A l'age de 18 ans, inspirée par le sentiment " d'impuissance" qu'elle ressentait parfois pendant son enfance, elle décide de devenir psychologue pour enfants. Elle finance ses études en posant comme mannequin pour des publicités télévisées et des catalogues. Pendant une année d'études à l'université york, à Toronto, elle se voit offrir en meme temps des roles en tant qu'invitée à la télévision grâce à la visibilité qu'elle a acquise dans les publicités. Elle voit les roles d'actrice comme opportunités supplémentaires pour payer ses études. Mais elle se découvre une passion pour le métier d'actrice, et abandonne finalement l'université pour devenir actrice. Elle déménage à Los Angeles en 2001 pour se consacrer pleinement à la comédie.

## Filmographie

### Cinéma

#### Films
- 2002 : La Fraternité (The Circle) de Sidney J. Furie : Tess
- 2003 : The Utopian Society de John P. Aguirre : Tanci
- 2004 : Harold et Kumar chassent le burger (Harold & Kumar Go to White Castle) de Danny Leiner : Liane
- 2007 : Invasion d'Oliver Hirschbiegel : Autumn
- 2007 : Les Frères Solomon (The Brothers Solomon) de Bob Odenkirk – Tara
- 2007 : Les Femmes de ses rêves (The Heartbreak Kid) de Peter et Bobby Farrelly – Lila
- 2007 : Toi, moi... et mon chien (Heavy Petting) de Marcel Sarmiento (en) : Daphnée
- 2008 : 27 robes (27 Dresses) d'Anne Fletcher : Tess
- 2009 : Bye Bye Sally de Paul Leyden : Sally Grinshaw
- 2009 : Watchmen : Les Gardiens (Watchmen) de Zack Snyder : Laurie Jupiter / Le Spectre Soyeux II
- 2009 : La Proposition (The Proposal) d'Anne Fletcher : Gertrude
- 2009 : Thérapie de couples (Couples Retreat) de Peter Billingsley : Ronnie
- 2010 : Happythankyoumoreplease de Josh Radnor : Annie
- 2010 : Les Meilleurs Amis (The Romantics) de Galt Niederhoffer : Tripler
- 2010 : Elektra Luxx de Sebastian Gutierrez : Trixie
- 2010 : The Bang Bang Club de Steven Silver : Robin Comley
- 2011 : Kaylien de Zoe Saldana : Mom
- 2011 : Sans compromis de Aaron Harvey : Tes
- 2012 : Hotel Noir de Sebastian Gutierrez : Swedish Mary, la danseuse
- 2012 : Peace, Love et plus si affinités de David Wain : Eva
- 2012 : The Giant Mechanical Man de Lee Kirk : Jill
- 2012 : Rock Forever (Rock of Ages) d'Adam Shankman : Constance Sack
- 2012 : 12 heures de Simon West : Riley Simms
- 2012 : Cottage Country de Peter Wellington : Cammie Ryan
- 2012 : Code ennemi (The Numbers Station) de Kasper Barfoed : Katherine
- 2012 : Hemlock Drive de Donald Petrie : Samantha Pratt
- 2013 : CBGB de Randall Miller : Debbie Harry
- 2015 : Scream Girl (The Final Girls) de Todd Strauss-Schulson : Nancy / Amanda Cartwright
- 2015 : I'll See You in My Dreams de Brett Haley : Katherine Petersen
- 2016 : Manipulations (Misconduct) de Shintaro Shimosawa : Emily
- 2018 : Rampage - Hors de contrôle (Rampage) de Brad Peyton : Claire Wyden
- 2020 : Friendsgiving de Nicol Paone : Molly
- 2020 : Chick Fight de Paul Leyden : Anna
- 2022 : Slayers de K. Asher Levin : Beverly Rektor
- 2022 : Prisonnières du désert de Chris Cullari et Jennifer Raite : Jillian
- 2022 : A Week in Paradise de Philippe Martinez : Maggie
- 2023 : The Christmas Classic de Shane Dax Taylor : Elizabeth
- 2023 : Us or Them de Tom Paton : The Officiator

### Télévision

#### Séries télévisées
- 1997 : Invasion planète Terre (Earth: Final Conflict) : Avatar (saison 1, épisode 2)
- 2000 : Les Médiums (The Others) : Diane Stillman (épisode 1, saison 1)
- 2000 : Sydney Fox, l'aventurière (Relic Hunter) : Elena (saison 1, épisode 15)
- 2001 : Destins croisés (Twice in a Lifetime) : Ramona (saison 2, épisode 18)
- 2001 : Doc : Maddy Dodge (saison 1, épisode 11)
- 2001 : Witchblade : Karen Bronte (saison 1, épisode 2)
- 2002 : Les Enquêtes de Nero Wolfe (A Nero Wolfe Mystery) : Server Girl #11 (saison 2, épisode 8)
- 2005 - 2014 : Mon comeback : Juna Millken (saison 1, rôle régulier, 13 épisodes - saison 2, guest-star, 2 épisodes)
- 2006 : Love Monkey : Kira Dungen (saison 1, épisode 4)
- 2006 : Entourage : Tori (saison 3, épisodes 6 et 7)
- 2009 : How I Met Your Mother : Stella dans le film The Wedding Bride (saison 5, épisode 23)
- 2010 : Funny or Die Presents… : Cast (Holdup) (saison 1, 4 épisodes)
- 2010 - 2015 : Childrens Hospital : Dr. Valerie Flame (42 épisodes)
- 2012 : Burning Love (en) : Willow (10 épisodes)
- 2012 : Suburgatory : Alex (guest-star, 3 épisodes)
- 2013 : Trophy Wife : Kate (rôle régulier, 22 épisodes)
- 2015 : Sin City Saints (en) : Dusty Halford Kate (rôle régulier, 8 épisodes)
- 2016 - 2019 : Billions : Lara Axelrod (rôle régulier, 37 épisodes)

- 2019 : Dollface : Celeste
- 2025 : The Hunting Wives : Margo Banks

#### Téléfilms
- 2001 : Shotgun Love Dolls de T.J. Scott : Rock Candy
- 2012 : The Smart Ones de Michael Fresco : Candy Swann Cooper
- 2023 : The Donor Party de Thom Harp : Jaclyn

## Voix françaises
En France, Malin Åkerman est doublée par les comédiennes suivantes. Parmi les plus fréquentes, Sybille Tureau et Agathe Schumacher l'ont doublée à cinq et quatre reprises, alors que Marie-Eugénie Maréchal, Barbara Kelsch et Élisabeth Ventura l'ont également doublée à trois et deux occasions.
Au Québec, Camille Cyr-Desmarais est la voix québécoise régulière de l'actrice.
En France
| - Sybille Tureau dans : - Billions (série télévisée) - Easy (série télévisée) - La Nuit où on a sauvé maman (téléfilm) - Friendsgiving - Dollface (série télévisée) - Medical Police (série télévisée) - Agathe Schumacher dans : - Les Femmes de ses rêves - 27 robes - Watchmen : Les Gardiens - Thérapie de couples - Marie-Eugénie Maréchal dans : - Harold et Kumar chassent le burger - Sans compromis - Rampage : Hors de contrôle | - Barbara Kelsch dans : - Peace, Love et plus si affinités - 12 heures - Élisabeth Ventura dans : - Rock Forever - Scream Girl et aussi - Barbara Beretta dans Mon comeback (série télévisée) - Dorothée Pousséo dans Les Frères Solomon - Agnès Manoury dans La Proposition - Malvina Germain dans Suburgatory (série télévisée) - Alice Taurand dans Burning Love (série télévisée) - Ingrid Donnadieu dans Manipulations |

Au Québec
| - Camille Cyr-Desmarais dans : - 27 robes - La Proposition - Couples en vacances - Les romantiques - Le Bang Bang Club - Arnaque .44 - L'Ère du Rock - Kidnappée - Mensonges - Ravages - Amis et ennemis | et aussi - Catherine Proulx-Lemay dans Le Brise-cœur - Marika Lhoumeau dans Les Gardiens |